# 洮北県
洮北県（とうほく-けん）は中華人民共和国吉林省にかつて存在した県。現在の洮南市北西部に相当する。
国共内戦中の1946年（民国35年）、中国共産党により嫩江省に設置された。1949年に廃止され洮南県に編入された。